# El albañil herido
Le Maçon blessé
El albañil herido (« Le Maçon blessé ») est une peinture réalisée par Francisco de Goya entre 1786 et 1787 et faisant partie de la cinquième série des cartons pour tapisserie destinée à la salle à manger du Prince des Asturies au palais du Pardo. Il a probablement été réalisé parce que Le Maçon ivre, plus polémique, n'a pas été accepté.

## Contexte de l'œuvre
Tous les tableaux de la cinquième série sont destinés à la salle à manger du Prince des Asturies, c'est-à-dire de celui qui allait devenir Charles IV et de son épouse Marie Louise de Parme, au palais du Pardo. Le tableau a été peint entre 1786 et 1787.
Il fut considéré perdu jusqu'en 1869, lorsque la toile fut découverte dans le sous-sol du palais royal de Madrid par Gregorio Cruzada Villaamil, et fut remise au musée du Prado en 1870 par les ordonnances du 19 janvier et du 9 février 1870, où elle est exposée dans la salle 94. La toile est citée pour la première fois dans le catalogue du musée du Prado en 1876.
La série était composée de Las Floreras, La Era, La Vendimia, La Nevada, Le Maçon blessé, Les Pauvres à la fontaine, Enfant montant un mouton, Enfants avec des chiens, Chasseur à une source, Pastor tocando la dulzaina, Combat de chats, Pájaros volando et La Marica en un árbol.

## Analyse de l'image
Pour cette série, Goya aborde un thème de longue tradition dans l'art occidental : celui des quatre saisons. La thématique des saisons était en général la plus appréciée pour le rococo et la tapisserie pour décorer les salles à manger. Mais il y laisse une empreinte propre en convertissant les allégories en scènes bucoliques représentatives de chaque période de l'année. Dans cette série, les coloris et le style sont nouveaux. L'image, au format très vertical représente deux hommes attristés, portant dans leurs bras un collègue qui est probablement tombé d'un échafaudage montré en fond.
L’œuvre correspond à la diffusion d’un décret de Charles III sur la régulation des échafaudages et sur les mesures de sécurité dans le bâtiment, qui imposait des indemnités de la part du maître d'œuvre pour les accidents sur les échafaudages. L'édit fut publié en 1788, mais fit l’objet de plusieurs rééditions antérieures, dont la plus proche de la date de réalisation de ce tableau date de 1784.
Dessinée au début comme une peinture satirique — son ébauche, de 1786-1787, étant Le Maçon ivre —, Goya change de façon inattendue le sens de l'œuvre, et peint un maçon blessé porté par ses compagnons. La douleur des classes populaires représentée dans Le Maçon blessé est comparable à la misère qui émane des Pauvres à la fontaine.
Cette toile est unanimement reconnue comme marquant l'émergence d'un style résolument social dans le travail de Goya. En outre, les personnages et le paysage traduisent le passage à une autre forme de vérisme, à l’instar de La Neige ou des Pauvres à la fontaine, mais sans le pathos de cette dernière toile. Les visages reflètent la gravité et la préoccupation pour le partenaire et les personnages sont dignes, le trait renforcé par le recours à la contre-plongée. Les couleurs sont à base de bruns et de gris, loin des scènes pittoresques des tableaux précédents, marquant un précédent au réalisme social du préromantisme.